# Computers and Electronics in Agriculture
Computers and Electronics in Agriculture is een internationaal, aan collegiale toetsing onderworpen wetenschappelijk tijdschrift over het gebruik van methoden uit de informatica en elektrotechniek in de landbouwkunde. De naam wordt in literatuurverwijzingen meestal afgekort tot Comput. Electron. Agr. Het wordt uitgegeven door Elsevier en verschijnt maandelijks.